# Darien Levani
Darien Levani (Fratar, 4 agosto 1982) è uno scrittore, avvocato e giornalista albanese.

## Biografia
Nato in Albania nel 1982, vive in Italia dall'età di 18 anni.
Ha esordito nel 2010 con il romanzo Solo andata, grazie. I popoli degli abissi. Nello stesso anno ha vinto il premio letterario Nuto Revelli. Sempre per il medesimo libro, viene premiato con il premio Pietro Conti.
Pubblicato e presentato nel 2016, il suo ultimo romanzo Toringrad vince il premio Tolfa Giallo Noir 2017.
Uno dei fondatori della testata giornalistica on line italiana Albanianews. 
Nel 2019 è stato onorato dallo Stato albanese con il riconoscimento "Ambasador i Kombit" per il suo ruolo nella promozione della cultura e dell'identità albanese.

## Opere

### Romanzi
- Solo andata, grazie. I popoli degli abissi, Lecce, Besa Editrice, 2010
- Il famoso magico qukapik, Bologna, Odoya, 2011
- Toringrad[6], Edizioni Spartaco, 2016 Minimum fax, 2016

### Antologie
- Nuove lettere persiane di AA. VV., Roma, Ediesse, 2010
- Ferraresi per sempre. Viaggio emozionale nel cuore di Ferrara, di AA. VV., Edizioni della Sera, 2023